# 梅伊叙鲁夫尔
梅伊叙鲁夫尔（法語發音：[mɛji syʁ ʁuvʁ]，意为“鲁夫尔上方的梅伊”）是法国科多尔省的一个市镇，属于博讷区。

## 地名
与通常在法语地名中表示“在……河畔”之意的“sur”不同，该地名Meilly-sur-Rouvres中的“sur”意为“在……上方”，表示名为梅伊（Meilly）的该地与鲁夫尔（Rouvres）的位置关系，且事实上也并无“鲁夫尔河”存在。
鲁夫尔（Rouvres）的全称为“鲁夫尔苏梅伊”（Rouvres-sous-Meilly，意为“梅伊下方的鲁夫尔”），与本地地名“梅伊叙鲁夫尔”（Meilly-sur-Rouvres）对仗，且两地在地理位置上也相邻。

## 地理
梅伊叙鲁夫尔（47°12'25"N, 4°33'46"E）面积14.91 平方千米，位于法国勃艮第-弗朗什-孔泰大區科多尔省，该省份为法国中东部省份，北起奥布省，西接涅夫勒省和约讷省，南至索恩-卢瓦尔省，东南接汝拉省，东临上索恩省，东北部与上马恩省接壤。
与梅伊叙鲁夫尔接壤的市镇（或旧市镇、城区）包括：图瓦西勒代塞尔、米西尼、欧苏瓦地区普伊、鲁夫尔苏梅伊、沙济伊、克雷昂塞、埃塞、勒费特、马孔日。
梅伊叙鲁夫尔的时区为UTC+01:00、UTC+02:00（夏令时）。

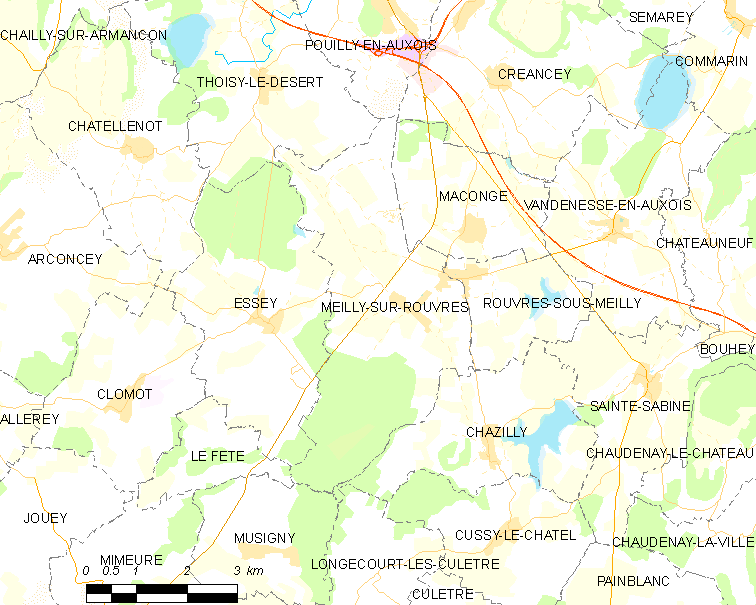
梅伊叙鲁夫尔的OSM定位图

## 行政
梅伊叙鲁夫尔的邮政编码为21320，INSEE市镇编码为21399。

## 政治
梅伊叙鲁夫尔所属的省级选区为阿尔奈勒迪克县。

## 人口

1962-2008年间梅伊叙鲁夫尔人口变化图示

梅伊叙鲁夫尔于2022年1月1日时的人口数量为231人。